# 국가식물원역
국가식물원역(중국어: 国家植物园站)은 중국 베이징시 하이뎬구 샹산 가도 샹산로에 위치하는 베이징 지하철 시자오선의 역이다. 이 역은 2017년 12월 30일 베이징 지하철 시자오선 개통과 함께 개장하였다. 2022년 4월 18일에 역명이 식물원역(중국어: 植物园站)에서 국가식물원역으로 변경되었다.

## 역 구조
국가식물원역은 2면 2선 상대식 승강장의 구조로 설계된 지상역이다.

### 층별 구조
| 지면 |                                     |                               | 상대식 승강장, 오른쪽 출입문이 열림 | 상대식 승강장, 오른쪽 출입문이 열림 |
| 지면 |                                     |                               | ←                                   | ■ 시자오선 샹산 방면 (시·종착역)    |
| 지면 | →                                   | ■ 시자오선 바거우 방면 (완안) |                                     |                                     |
| 지면 | 상대식 승강장, 오른쪽 출입문이 열림 |                               |                                     |                                     |

## 역 주변
- 국가식물원